# 东北鳈
东北鳈（学名：Sarcocheilichthys lacustris）为輻鰭魚綱鯉形目鲤科鳈属的鱼类，俗名老母猪鱼、山鲫鱼。在中国，分布于黑龙江水系等，一般栖息于水体中下层水较清而多石质的静水。该物种的模式产地在黑龙江下游。體長可達20公分。
其种加词“lacustris”意为“湖沼的”。